# Le Chemin de Damas (film, 1988)
Pour l’article homonyme, voir Le Chemin de Damas.
Pour plus de détails, voir Fiche technique et Distribution.
Le Chemin de Damas est un film québécois de George Mihalka sorti en 1988.

## Synopsis
Jean-Marie (Rémy Girard), un prêtre ouvrier idéaliste dans un quartier populaire urbain, dérange l'archevêché par ses actions anticonformistes. Le secrétaire de l'archevêque (Jean Marchand) lui signifie la désapprobation des autorités et le réassigne dans la paroisse campagnarde et conservatrice de Saint-Rémi-de-Damas. Résigné, Jean-Marie s'y installe en paix, mais son train-train sera mis sens dessus dessous par l'arrivée de Fred (Jessica Barker) et Violaine (Pascale Bussières), filles d'une femme sur le point de sortir de prison et qui fut jadis l'amante (mais est-ce bien vrai ?) de Jean-Marie...

## Fiche technique
- Titre : Le Chemin de Damas
- Réalisation : George Mihalka
- Scénario : Marcel Beaulieu
- Musique : Yves Laferrière
- Photographie : Thomas Vamos
- Son : Yvon Benoît, Paul Dion
- Montage : François Gill
- Production : Pierre Gendron
- Sociétés de production : ONF, Max Films inc.
- Pays :  Canada
- Genre : Comédie
- Durée : 82 minutes
- Dates de sortie : 
  -  Canada : 1988

## Distribution
- Pascale Bussières : Violaine
- Jessica Barker
- Micheline Bernard
- Markita Boies
- Michèle Deslauriers
- Rémy Girard
- Pauline Lapointe
- Jean Marchand
- Pierre Powers
- Ghyslain Tremblay